# Danielle Sino Guemde
Danielle Lynced Sino Guemde, née le 29 juillet 1994 à Douala, est une lutteuse camerounaise.

## Carrière
Elle est médaillée d'argent des moins de 75 kg aux Championnats d'Afrique 2017 à Marrakech ainsi qu'aux Jeux de la Francophonie 2017 à Abidjan. Elle est 8e aux Jeux du Commonwealth de 2018 à Gold Coast.
Elle est médaillée de bronze dans la catégorie des moins de 72 kg aux Jeux de la Francophonie de 2023 à Kinshasa.